# Vietnamocalamus catbaensis
Vietnamocalamus catbaensis är en gräsart som beskrevs av To Quyen Nguyen. Vietnamocalamus catbaensis ingår i släktet Vietnamocalamus och familjen gräs. Inga underarter finns listade i Catalogue of Life.